# Kompromat
Kompromat (în rusă компромат, abreviere pentru компрометирующий материал – material compromițător) este o informație compromițătoare despre un politician, un om de afaceri sau altă figură publică; ea poate fi utilizată pentru a produce o publicitate negativă sau pentru șantaj – adesea pentru a exercita influență mai curând decât pentru a obține câștiguri – ca și pentru extorsiune. Un kompromat poate fi obținut de la diverse servicii de securitate, sau poate fi fabricat direct și apoi publicat printr-un oficial de relații publice. Utilizarea kompromatului a fost una dintre trăsăturile caracteristice ale politicii Rusiei și a altor state postsovietice.
În România, jurnalista Emilia Șercan a fost victima unei operațiuni de kompromat în aprilie 2022.